# Athol Guy
Athol Guy AO (* 5. Januar 1940 in Colac, Victoria) ist ein australischer Musiker, Politiker und Werbefachmann. Er war Gründungsmitglied, Bassist und Sänger der 1963 gegründeten Pop-Folk-Gruppe The Seekers. Nach der Trennung der Band war Guy Mitglied des Staatsparlaments von Victoria. Danach war er in der Werbung sehr erfolgreich.

## Leben
Guy arbeitete von 1959 bis 1964 im Marketing und Verkauf für J. Walter Thompson. Von 1962 bis 1968 und von 1975 bis 1978 war er erfolgreich mit The Seekers. Dazwischen bewirtschaftete er seinen Bauernhof. Von 1974 bis 1979 unterhielt er ein Vollblut-Gestüt. Von 1977 bis 1981 war er Geschäftsführer von Laker Airways Pty Ltd. Von 1982 bis 1989 arbeitete er in der Werbung bei Clemenger Harvie. Von 1996 bis 2001 betrieb er wieder einen Bauernhof.

## Politik
Von 1971 bis zu seinem Rücktritt 1979 war er Mitglied des Regionalparlamentes von Victoria, Australien für die Liberal Party.